# No Man's Sky
No Man's Sky est un jeu vidéo multiplateforme de science-fiction, de type bac-à-sable, développé et édité par Hello Games, sorti respectivement les 10 et 12 août 2016 sur PlayStation 4 et Windows, en 2018 sur Xbox One, en 2020 sur PlayStation 5 et Xbox Series, en 2022 sur Nintendo Switch, en 2023 sur macOS et en 2025 sur Nintendo Switch 2.
L'univers dans lequel le joueur évolue est créé de manière procédurale : il est généré au fur et à mesure de sa progression.

## Univers
Le joueur incarne un pilote de vaisseau spatial (marchand, explorateur, chasseur de primes, mineur, pirate, etc.) traversant l'espace pour percer un mystère caché au centre de la galaxie. Des milliards de milliards de planètes sont à visiter, chacune accueillant un écosystème différent des autres. Le but premier étant d'atteindre le centre de la première galaxie dans laquelle le joueur apparaît, il est crucial de récolter des ressources pour progresser, tout en créant des alliances avec certains groupes ou races présents dans le jeu. En tant que découvreur du monde, il est proposé au joueur de lui donner un nom, ainsi qu'aux espèces qu'il abrite.

## Système de jeu

### Généralités
Tout le contenu de No Man's Sky est généré de façon procédurale : planètes, écosystèmes, créatures, factions, vaisseaux, modules, bâtiments… Des algorithmes prédéfinis les créent de façon quasiment infinie, à mesure que le joueur progresse.
Le joueur évolue dans un monde ouvert (plébiscité par les ventes dans le secteur vidéoludique,,). Il lui est possible d'associer différents éléments afin de créer des objets qui l'aideront à mener à bien les missions proposées dans le jeu.
Le système permet au joueur de passer de l'atmosphère d'une planète à l'espace sans temps de chargement. De plus, tout ce qu'un joueur découvre et nomme peut être envoyé en ligne (si le joueur le veut) pour que tous les joueurs aient accès aux découvertes faites par chacun, l'univers étant immense (264 = 18 446 744 073 709 551 616 planètes de taille normale).

### Commerce
Le commerce est un aspect important de No Man's Sky. Il permet d'obtenir les éléments nécessaires à la fabrication d'outils et de leurs consommables, ainsi que des unités, la principale des trois monnaies du jeu, en revendant des marchandises. Les prix des marchandises varient en effet selon les systèmes stellaires, qu'on fasse affaire par les terminaux ou via les personnages non-joueurs.
Un moyen de commercer dans le jeu est d'utiliser des terminaux présents dans chaque station spatiale, permettant de vendre ou d'acheter directement des produits. Cette méthode requiert peu de matériel. Ces terminaux sont aussi présents dans certains avant-postes, dans les comptoirs commerciaux, et peuvent être construits par les joueurs sur des bases ou vaisseaux cargo. Un autre moyen d'acheter des marchandises est de parler aux pilotes des vaisseaux qui atterrissent dans les stations spatiales ou sur les planètes.

## Développement
Le projet débute chez Hello Games en 2012, en marge de la direction de la série des Joe Danger. Dirigée par Sean Murray, l'équipe de production ne compte alors que quatre personnes. Elle va s'étendre petit à petit pour atteindre treize personnes.
Le jeu est dévoilé lors de l'édition de 2013 des VGX via une bande-annonce. Le recours généralisé à la technologie de la génération procédurale est annoncé,.
Une nouvelle séquence de gameplay est également dévoilée lors de la conférence de Sony, au salon de l'Electronic Entertainment Expo 2014. Il est par la même occasion dévoilé que le jeu sortira en exclusivité sur PlayStation 4. Hello Games précise plus tard que cette exclusivité est temporaire puisque le jeu sortira par la suite sur PC.
Lors de la conférence Sony à l'E3 2015, Sean Murray dévoile sur le plateau une séquence de gameplay commentée. Il indique entre autres que No Man's Sky sortira dorénavant simultanément sur PS4 et PC. Le jeu sera doté d'un support physique et une page du jeu est déjà présente sur Steam. Pour finir, Sean Murray déclare qu'une date de sortie sera annoncée très prochainement.
Lors de la conférence Sony à la Paris Games Week 2015, Hello Games annonce la sortie du jeu pour le 22 juin 2016.
No Man's Sky remporte le prix du « Most Anticipated Game » pour 2016 attribué par le Fan's Choice Award lors des The Game Awards 2015 à Los Angeles.
Fin mai 2016, après quelques rumeurs, l'éditeur confirme le report du jeu à début août 2016.
Début juillet 2016, Sean Murray affirme par le biais de Twitter que No Man's Sky est passé gold, signifiant que le jeu est achevé.

## Commercialisation
Le jeu est disponible en plusieurs éditions, une standard, une version limitée pour PlayStation 4 regroupant un boîtier métallique, un artbook (48 pages), un comics, des contenus téléchargeables bonus en jeu et un thème pour la console. L'autre édition, appelée Explorer's Edition, contient un badge, une maquette d'un vaisseau, des autocollants pour la personnalisation de celui-ci, ainsi qu'un objet mystère ayant été dévoilé peu avant la sortie officielle — il s'agit en réalité de deux objets, un carnet de voyage (48 pages) pour prendre des notes sur ses découvertes pendant l'aventure, accompagné d'un stylo pressurisé qui fonctionnerait dans l'espace, et un code de téléchargement pour le jeu sur les plates-formes Steam ou GOG.com au choix.

## Accueil

### Critiques initiales
À sa sortie, le jeu reçoit un accueil mitigé, recevant une note moyenne de 61/100 sur Metacritic.
Fin août 2016, le jeu connaît une chute du nombre d'utilisateurs ainsi qu'une vague de demandes de remboursement, relayée par la presse en ligne spécialisée qui amène notamment la plateforme de vente Steam à apposer un message rappelant que ce jeu ne fait pas exception aux conditions de remboursement.

### Critiques après de nombreux correctifs
Le développement se poursuit néanmoins, que la presse reconnaît, et la popularité du jeu remonte grandement. Lors de la sortie de la mise à jour majeure Beyond en 2019, le nombre de joueurs augmente ainsi de plus de 130 %.
L'opinion des joueurs s'améliore également au gré des mises à jour. En 2021, No Man's Sky réussit à inverser la tendance des avis Steam en obtenant le badge « avis positifs », et en novembre 2024, le titre y passe le cap des « avis très positifs », soit plus de 80 % d'avis positifs sur les 248 250 alors postés sur la plateforme.

## Mises à jour
Après la sortie du jeu, des mises à jour sont proposées régulièrement aux joueurs.

### Fondation
Fin novembre 2016, paraît la première mise à jour majeure de No Man’s Sky. Nommée Fondation. Elle ajoute trois nouveaux modes de départ : Normal, Survie, Créatif. En outre, elle ajoute de nouvelles mécaniques qui devaient initialement peupler le jeu à sa sortie, telles que la possibilité de construire des bases sur les surfaces des planètes ; la possibilité de faire pousser des plantes, de développer de nouvelles technologies et armes ; l’ajout d’un scanner à planètes dans les vaisseaux ; une révision de l’algorithme de création des planètes.

### Pathfinder
Peu de temps après Fondation, Hello Games met en ligne Pathfinder, la deuxième mise à jour significative de No Man's Sky. Elle améliore les graphismes du jeu et propose un mode de Mort définitive, décrit comme étant le plus difficile du jeu.

### Atlas Rises
Début août 2017 sort la mises à jour Atlas Rises. Cette mise à jour célèbre l'anniversaire du jeu et ajoute une histoire plus complète, un début de multijoueur, active les portails, régénère la surface de jeu et ajoute divers contenus pour augmenter la durée de vie et le confort de jeu (vaisseaux exotiques, farming approfondi, planètes exotiques, commerce interstellaire).

### Next
Le 24 juillet 2018, No Man's Sky Next sort sur Windows et PlayStation 4 et le jeu devient disponible sur Xbox One. Il s'agit d'une mise à jour significative du jeu, que Hello Games considère dès lors comme plus représentatif de ce qu'il voulait sortir en 2016. Elle comprend un mode multijoueur, permettant à quatre joueurs de se rejoindre en tant qu'alliés pour explorer des planètes et des systèmes stellaires, de construire des bases ensemble et de s'affronter. Les bases ne sont plus limitées à des endroits spécifiques sur une planète et peuvent être construites presque n'importe où, y compris sous l'eau, et seront visibles par tous les autres joueurs de la partie (sur leurs plate-formes respectives). Les joueurs peuvent assembler des flottes de vaisseaux spatiaux à utiliser pour les envoyer dans diverses missions. Le moteur du jeu a fait l'objet d'une refonte significative quant à la génération procédurale des planètes et à leur rendu. Les planètes paraissent donc plus réelles et plus variées.
À la suite de cette mise à jour, le jeu connaît un regain d'intérêt, qui enregistre un pic de 53 996 joueurs connectés simultanément, une première depuis son lancement en 2016.

### The Abyss
À la suite du succès de la mise à jour NEXT, un nouvel ajout important de contenu est publié sur No Man’s Sky en octobre 2018. S’y démarquent de nouveaux environnements aquatiques, véhicules marins, une diversité marine revue à la hausse, et un nouveau scénario intitulé « Le rêve des profondeurs ». De nouvelles bases submersibles sont constructibles, et la découverte de mystères et trésors des profondeurs devient une réalité,.

### Visions
Fin 2018 sort l’extension Visions, prévoyant plus de variété dans les décors, les couleurs, plus d’anomalies et dérèglements climatiques, de nouveaux biomes et de nouveaux types de planètes. L'archéologie est introduite, des défis communautaires ainsi que de nouvelles formes extraterrestres apparaissent. Le souhait de diversifier l'expérience de jeu se poursuit, cette seconde mise à jour orientée gameplay élargit ce qu’avait déjà entamé avant elle The Abyss quelques semaines plus tôt.

### Beyond
Le 14 août 2019, une mise à jour décrite par les développeurs comme « la plus importante jamais faite sur No Man’s Sky » est lancée. Elle comprend trois points essentiels : un multijoueur plus important, permettant à 32 joueurs de partager le même univers sur PC et 8 sur console, un mode réalité virtuelle et une amélioration majeure de gameplay. S’y démarquent, entre autres : un « nexus » (point de rencontre virtuelle intégré au jeu), faire des quêtes, interagir avec des personnages non-joueurs (PNJ) ; du dressage, élevage et alimentation de créatures ; la possibilité de créer des bases industrielles, de les alimenter en électricité ; des missions multijoueur ; de nouvelles recettes de cuisine ; une nouvelle race extraterrestre ; la possibilité de rencontrer des PNJ sur les planètes ; une refonte des missions et tutoriels ; une refonte de l’arbre technologique et de la carte de navigation galactique, désormais plus claire ; une amélioration de l’apprentissage des langues extraterrestres ; une construction et une optimisation améliorées ; une amélioration des vaisseaux,,.

### Synthesis
Trois mois après la mise à jour Beyond, Hello games déploie Synthesis le 28 novembre 2019, une nouvelle mise à jour importante, la huitième depuis la sortie du jeu en 2016. Elle est destinée à répondre aux demandes des joueurs les plus importantes, entre autres : multi-outils multiples (les outils utilisables dans le jeu), une amélioration très demandée du modificateur de terrain, une conduite des créatures possibles désormais en VR, l’Exonef (un véhicule du jeu) en vue à la première personne, une raffinerie personnelle, des équipements nombreux, un mode Photo VR, de nouvelle technologie pour enrichir l’expérience de jeu (telles que la gestion de l’inventaire à distance ou la distorsion d’urgence pour fuir un combat), une amélioration de la carte stellaire du vaisseau, plus de pièces pour la construction de bases, et enfin une suppression importante de bugs. En outre, le studio annonce travailler sur de prochaines mises à jour de plus grande ampleur et déployer Synthesis pour que les recommandations les plus pressantes soient accordées,.

### Living Ship
Le 19 février 2020, Hello Games annonce l'arrivée de Living Ship, une mise à jour très attendue par les fans puisque longuement « teasée » via divers easter eggs et quêtes spéciales dans le jeu,. Elle consiste en l'ajout d'une nouvelle classe de vaisseaux spatiaux.

### Exo Mech
Un mois seulement après le déploiement de Living Ship, Hello Games finit par faire taire les rumeurs en déployant officiellement la mise à jour, nommée Exo Mech, qui ajoute des améliorations graphiques[source secondaire souhaitée].

### Mise à jour multiplateforme
Le 11 juin 2020, No Man's Sky devient multiplateforme. Ses joueurs peuvent désormais tous jouer ensemble, qu'ils soient sur Xbox One, PC ou PS4.
Grâce aux « codes amis No Man's Sky », les joueurs peuvent se joindre où qu'ils soient dans l'Univers, à condition qu'ils utilisent le même mode de jeu. Les joueurs peuvent faire tout ce qu'ils pouvaient faire avec les autres joueurs de leur consoles.

### Desolation
En juillet 2020 sort la mise à jour Desolation. Elle ajoute des cargos abandonnés à explorer dans No Man's Sky, ainsi qu'un style de jeu différent. Seul ou en groupe, les joueurs peuvent explorer des cargos abandonnés dans l'espace. Dangereux, ceux-ci sont générés de manière procédurale. La mise à jour Desolation apporte également des améliorations et des changements d'équilibre aux armes et aux ennemis pour une rendre les combats plus difficiles. Les effets et la sensation des armes ont aussi été modifiés.

### Origins
Le 23 septembre 2020 sort la mise à jour majeure Origins. Elle améliore globalement la diversité et les graphismes. Elle ajoute de nouveaux systèmes planétaires, de nouvelles planètes dans certains anciens systèmes, de nouveaux types de biomes, de nouveau bâtiments, d'autres aléas climatiques, de nouveaux objets pour l'artisanat, des planètes infestées, de nouvelles couleurs pour la génération des planètes, et enrichit la faune et la flore[source secondaire souhaitée].

### Next Generation
Sortie en novembre 2020, la mise à jour Next Generation a pour but d'améliorer globalement le jeu et d'en optimiser les graphismes. Le niveau graphique « ultra » est celui ayant reçu le plus de modifications, dont une amélioration de la qualité et de la densité de l'herbe, de l'effet de passage dans les buissons, une plus grande distance d'affichage, des améliorations sur les effets volumétrique (nuages ou éclairage), ainsi qu'une amélioration des roches et des terrains de manière générale.

### Companions
Le 17 février 2021 sort la mise à jour Companions. Elle apporte une fonctionnalité très attendue par la communauté[source secondaire souhaitée], la possibilité d'adopter la faune du jeu.

### Expeditions
Le 31 mars 2021 sort la mise à jour Expeditions. Elle ajoute un nouveau mode de jeu, le mode « expéditions », qui consiste en une série de quêtes à travers la Galaxie.
La deuxième expédition, Beachhead, sort le 17 mai 2021. La troisième, Cartographers, sort le 18 septembre 2021. La quatrième, Emergence, sort le 20 octobre 2021. La cinquième, Exobiology, sort le 24 février 2022. La sixième, The Blighted, sort le 14 avril 2022. La septième, Leviathan, sort le 25 mai 2022. La huitième, Polestar, sort le 27 juillet 2022.

### Prisms
Le 2 juin 2021 sort la mise à jour Prisms. C'est la troisième mise à jour portant majoritairement sur les graphismes. Elle permet au jeu d'exploiter de nouvelles technologies.

### Frontiers
Le 1er septembre 2021 sort la mise à jour Frontiers. Elle ajoute au jeu un nouvel élément de gameplay, la gestion de colonie. Les colonies sont des groupes d'extraterrestres abandonnés dont le joueur doit s'occuper. Le principe de gestion repose sur des choix à faire, portant sur la création de bâtiments, la gestion des conflits ou le choix des expéditions à mener. Elles se trouvent dans tout l'Univers et sont générées de manière procédurale. La mise à jour introduit aussi des nuages interstellaires, une centaine de nouvelles pièces de construction ainsi qu'une refonte de certains effets visuels.

### Sentinel
Le 16 février 2022 sort la mise à jour Sentinel. Elle remanie entièrement le fonctionnement des sentinelles. Quatre nouveaux types sont ajoutés : la « drôle d'invocation » sentinelle, faisant apparaître de nouvelles troupes, le minotaure sentinelle, combattant ennemi terrestre le plus puissant et résistant, le drone de combat lourd sentinelle, combattant ennemi le plus commun, et le drone de réparation sentinelle, s'occupant de soigner les troupes ennemies. De nouvelles structures peuvent être trouvées : les piliers sentinelles planétaires. Les effets de multi-outil ont été revus. Enfin, No Man's Sky supporte dorénavant le système AMD FidelityFX Super Resolution.

### Outlaws
Le 13 avril 2022 sort la mise à jour Outlaws, qui voit notamment l'apparition d'une faction de Pirates et de leurs stations, ainsi que l'ajout de nouveaux vaisseaux de type « solaire ».

### Endurance
Le 20 juillet 2022 sort la mise à jour Endurance.

### Waypoint
Le 7 octobre 2022 sort la mise à jour Waypoint, en parallèle à la sortie du jeu sur Nintendo Switch,. Elle apporte de nouveaux collectors, corrige l'équilibrage et ajoute le mode de jeu « détente », qui propose une expérience de jeu bien plus facile dans un environnement moins hostile.

### Interceptor
Le 5 avril 2023 sort la mise à jour Interceptor, qui ajoute des planètes corrompues et un nouveau type de vaisseaux, les « intercepteurs sentinelles ».

### Portage sur Mac
Le 1er juin 2023 est annoncé le portage effectif du jeu sur macOS

### Echoes
Le 24 août 2023 sort la mise à jour Echoes, qui ajoute une quatrième race extraterrestre composée de robots sensibles, les Korvax, ainsi que des flottes spatiales pirates qui peuvent être combattues et vaincues.

### Omega
Le 16 février 2024 sort la mise à jour Omega, qui ajoute l'autorisation de démarrer des expéditions avec des personnages établis et la capacité d'attaquer et de capturer des vaisseaux spatiaux pirates.

### Orbital
Le 27 mars 2024 sort la mise à jour Orbital, qui se concentre sur l'amélioration visuelle des stations spatiales, aussi bien en extérieur qu'en intérieur, ainsi que l'introduction de la personnalisation de vaisseaux dans le créateur de vaisseau disponible en station.

### Worlds, Part I
Le 18 juillet 2024 sort la mise à jour Worlds, Part I, qui se concentre sur l'amélioration visuelle des environnements, l'ajout de nouveaux biomes et de nouveaux types de faune. Il s'agit de la première partie de la mise à jour Worlds.

### Mise à jour sur PlayStation 5 Pro
À la sortie de la PlayStation 5 Pro, Hello Games déploie une mise à jour le 6 novembre 2024. Sur cette console, les joueurs peuvent dorénavant faire tourner No Man's Sky en 8K à 30 images par seconde (FPS) ou en 4K à 60 FPS, s'ils disposent d'un écran compatible. Cette mise à jour touche aussi les graphismes, qui bénéficient d'une amélioration de l'éclairage, des reflets ou de l'occlusion ambiante. Le casque PlayStation VR2 est pris en charge,.

### Worlds, Part II
Le 30 janvier 2025, Hello Games déploie une mise à jour ajoutant des systèmes planétaires, des surfaces détaillées, des biomes, des types de géantes gazeuses et permettant l'exploration des océans. La modélisation de l'eau est améliorée.

### Relics
Le 26 mars 2025, la mise à jour Relics concentre son contenu sur le thème des l'archéologie et des ossements. Le joueur peut désormais, sur certaines planètes spécifiques, déterrer de nombreux ossements afin de reconstituer des squelettes complets dans des vitrines dédiées, les échanger au bureau de la société de paléontologie de chaque station spatiale ou les utiliser pour des préparations culinaires. De nouveaux ennemis sont ajoutés, ainsi que des créatures squelettiques.

### Beacon
Le 4 juin 2025, à l'occasion de la sortie de la Nintendo Switch 2 qui bénéficie immédiatement d'un portage du jeu, la mise à jour Beacon est dévoilée par Hello Games. La mise à jour concentre son contenu autour des colonies planétaires, ajoutant plusieurs fonctionnalités de gestion et augmentant les possibilités de contrôle différents éléments. En plus des trois espèces principales, les colonies autophages font également leur apparition.